# Angüés
Angüés – gmina w Hiszpanii, w prowincji Huesca, w Aragonii, o powierzchni 56,51 km². W 2011 roku gmina liczyła 419 mieszkańców.